# 平山佐知子
平山 佐知子（ひらやま さちこ、1971年1月3日 - ）は、日本のフリーアナウンサー、政治家。参議院議員（2期）。

## 略歴
静岡県庵原郡蒲原町（現・静岡市清水区蒲原）に生まれ、石川県金沢市で育った。前者は父親の出身地で、後者は父親の勤務地。金沢高等学校を卒業と同時に静岡県に引っ越す。その際、浜松市在住の親戚の薦めで、磐田市に転居。
日本福祉大学女子短期大学部保育学科を卒業後、静岡県浜松市の河合楽器製作所に入社。総務部庶務課に配属され、4年半勤務、都市対抗野球のチームマスコットを務めたこともある。
退職後、若いうちに様々な経験を積みたいと考えモデル事務所に所属しファッションショーやCM、イベントの司会、民放のテレビ番組などで3年あまり活動。
1999年4月、NHK静岡放送局のキャスター採用試験に合格し入局。
2001年から夕方のニュース「たっぷり静岡」のメインキャスターを務めるなど、足掛け16年間同局に勤務。2014年4月よりフリー。
2015年12月22日、民主党静岡県総支部連合会の臨時常任幹事会において、2016年の第24回参議院議員通常選挙の静岡県選挙区において民主党の公認候補予定者に選出、同日党本部常任幹事会において承認され、公認が内定した。
2016年2月14日、静岡県静岡市駿河区森下町に後援会事務所を開設。同年7月の第24回参議院議員通常選挙静岡県選挙区に民進党公認で立候補し初当選。同年9月15日に行われた代表選挙では蓮舫の推薦人に名を連ねた。民進党内では細野派に所属。
2017年9月28日、先に民進党を離党した細野豪志を応援するためとして離党届を提出、10月26日付で受理された。10月30日、同じ民進党出身で無所属の藤末健三参議院議員と新会派「国民の声」を結成すると発表。同日参議院事務局に届け出た。新会派で活動する理由について平山は「政党政治からいったん離れ、一人の参院議員として原点に戻りたい」と語った。今後、希望の党や立憲民主党への合流については「まったく考えていない」としている。2018年10月22日、国民の声が解散し、無会派となった。2019年2月25日に院内会派「無所属クラブ」に入会。2019年7月30日には無所属クラブが解散し、無会派となった。
2020年9月および2021年10月・11月の首班指名選挙ではいずれも自由民主党の首班候補（菅義偉・岸田文雄）に一票を投じた。2022年4月18日、改選を迎える第26回参議院議員通常選挙に無所属で立候補すると表明。再選後の自民党入りについては否定し、政党に推薦を求めない考えも示した。
2022年7月10日、第26回参議院議員通常選挙で446,185票を得票して2位で再選。同選挙で国政政党の推薦・支持を受けない完全無所属の候補者で唯一の当選者となった。
2024年静岡県知事選挙では自由民主党推薦の無所属、大村慎一候補の応援に回った。

## 政策・主張

### 憲法
- 憲法改正について、2016年の朝日新聞社のアンケートでは「どちらとも言えない」と回答し[14]、同年の毎日新聞社のアンケートでは「賛成」と回答した[15]。2022年のNHKのアンケートで「賛成」と回答[16]。
- 9条改憲について、2016年の毎日新聞社のアンケートで「反対」と回答[15]。2022年の毎日新聞社のアンケートで「反対」と回答[17]。9条への自衛隊の明記について、2022年のNHKのアンケートで「反対」と回答[16]。
- 憲法を改正し緊急事態条項を設けることについて、2022年のNHKのアンケートで「どちらとも言えない」と回答[16]。

### 外交・安全保障
- 「他国からの攻撃が予想される場合には先制攻撃もためらうべきではない」との問題提起に対し、2016年のアンケートで「反対」と回答[14]。
- 敵基地攻撃能力を持つことについて、2022年のNHKのアンケートで「どちらかと言えば賛成」と回答[16]。
- 「北朝鮮に対しては対話よりも圧力を優先すべきだ」との問題提起に対し、2016年のアンケートで「どちらかと言えば賛成」と回答[14]。
- 安全保障関連法の成立について、2016年の毎日新聞社のアンケートで「改正して、自衛隊の海外派遣をより制限すべきだ」と回答[15]。
- 普天間基地の移設問題について、2016年の毎日新聞社のアンケートで「沖縄県以外の国内に移設すべき」と回答[15]。普天間基地の辺野古移設について、2022年の毎日新聞社のアンケートで「どちらかといえば賛成」と回答[17]。
- 徴用工訴訟問題や慰安婦問題などをめぐり日韓の対立が続くなか、関係改善についてどう考えるかとの問いに対し、2022年の毎日新聞社のアンケートで「韓国政府がより譲歩すべきだ」と回答[17]。

### ジェンダー
- 選択的夫婦別姓制度の導入について、2016年のアンケートで「賛成」と回答[14]。2022年のNHKのアンケートで「どちらかと言えば賛成」と回答[16]。同年の毎日新聞社のアンケートで「賛成」と回答[17]。
- 同性婚を可能とする法改正について、2016年のアンケートで「どちらとも言えない」と回答[14]。2022年のNHKのアンケートで「どちらかと言えば賛成」と回答[16]。同年の毎日新聞社のアンケートで「賛成」と回答[17]。
- クオータ制の導入について、2016年のアンケートで「賛成」と回答[14]。2022年のNHKのアンケートで「賛成」と回答[16]。

### その他
- 永住外国人への地方参政権付与について、2016年のアンケートで「どちらとも言えない」と回答[14]。
- 首相の靖国神社参拝について、2016年のアンケートで「反対」と回答[14]。
- 「治安を守るためにプライバシーや個人の権利が制約されるのは当然だ」との問題提起に対し、2016年のアンケートで「どちらかと言えば反対」と回答[14]。
- 「原子力発電所は日本に必要だと思うか」との問いに対し、2016年の毎日新聞社のアンケートで「当面は必要だが、将来的には廃止すべき」と回答[15]。
- 2016年の米国大統領選挙について「ドナルド・トランプとヒラリー・クリントンのどちらを支持するか」との問いに対し、2016年の毎日新聞社のアンケートで「クリントン」と回答[15]。
- 2016年2月8日、高市早苗総務大臣は、放送局が政治的公平性を欠く放送を繰り返した場合、放送法4条違反を理由に電波停止を命じる可能性に言及した[18][19]。安倍晋三首相は2月15日の衆議院予算委員会で野党の批判に反論し、高市の発言を擁護した[20]。政府の姿勢をどう思うかとの問いに対し、2016年の毎日新聞社のアンケートで「問題だ」と回答[15]。
- 国会議員の被選挙権年齢の引き下げについて、2022年の毎日新聞社のアンケートで「賛成」と回答[17]。

## 担当番組
NHK静岡
- 「6時です、きょうの静岡」（2000年度） - 隔週キャスター
- 「たっぷり静岡」 - メインキャスター

17時台キャスター（2001年度 - 2003年度）
18時台キャスター（2002年度 - 2006年度）
18時台キャスター（隔週）（2008年度 - 2012年度）
月1回のリポーター（2013年度 - 2014年度）
- ゆうどきネットワーク（2006年4月 - 2007年3月、関東・山梨・静岡ローカル枠での静岡からの中継を当時静岡局だった久保田祐佳と共に不定期で担当）
- テレビ、ラジオの「定時ニュース」 - 土、日曜担当（2013年度）
- テレビ、ラジオの「定時ニュース」 - 土曜担当（2014年度）
- 「NHK静岡放送局80周年記念」 - 特別番組メインキャスター

静岡第一テレビ
- 「だいすきふるさと」 - レギュラーリポーター（1996年 - 1999年3月）

静岡朝日テレビ
- 「スポーツパラダイス」 - アシスタント兼リポーター（1996年4月 - 9月）
- 「わくわく情報ザウルス」 - レギュラーリポーター（1997年 - 1999年3月）
- 「大人の隠れ家～明日、静岡をもっと元気に～」 - レギュラーMC（2015年5月 - 10月）[21]

静岡放送
「平山佐知子のサンデー住マイル」 - レギュラーMC（15年10月 - 12月）
フジテレビ
- 「ハッピーバースデー!」 - レギュラー（1998年1月 - 1999年3月）

FM島田
- 「平山佐知子のGO！GO！TOKAIDO」 - パーソナリティ（2015年7月 - ）

浜松市広報番組
「家康くんのリサーチ！はままつ」 - リポーター（2013年4月 - ）

## 人物
趣味は旅行、水泳、読書、映画鑑賞。好きな食べ物はメロンと納豆。

## 著書
- 平山佐知子 『「平和 (いま) 」を見つめる 平山佐知子が旅する静岡県の「平和遺産」』 静岡旅行記者協会、2016年1月。

## 選挙歴
| 当落 | 選挙                     | 執行日         | 年齢 | 選挙区       | 政党   | 得票数     | 得票率 | 定数 | 得票順位 /候補者数 | 政党内比例順位 /政党当選者数 |
| ---- | ------------------------ | -------------- | ---- | ------------ | ------ | ---------- | ------ | ---- | ------------------ | ---------------------------- |
| 当   | 第24回参議院議員通常選挙 | 2016年07月10日 | 45   | 静岡県選挙区 | 民進党 | 69万1687票 | 40.95% | 2    | 2/5                | /                            |
| 当   | 第26回参議院議員通常選挙 | 2022年07月10日 | 51   | 静岡県選挙区 | 無所属 | 44万6185票 | 28.36% | 2    | 2/8                | /                            |